# Vilém Koleš
Vilém Koleš (28. května 1869, Třebechovice pod Orebem – 2. srpna 1944, tamtéž) byl třebechovický řemeslník, měšťan, publicista, spisovatel a historik. Byl rovněž zakladatelem městského muzea v Třebechovicích.

## Život
Byl synem městského strážníka. Vyučil se v Praze pánským krejčím. Později zde několik let pracoval. Byl činný v Jednotě katolických tovaryšů, publikoval články a brožury v duchu křesťanského socialismu. některé z nich uveřejnil pod pseudonymy Šelog a V. Orlovský.
Přispíval do novin a časopisů: České kopřivy, Večerní noviny, Dělnické noviny, Lidové listy, Nové Právo, Obrana práce (Brno), Mír (Olomouc), Štít (Hradec Králové) a dalších.

## Spisy
- 1892 Z mých zkušeností / k prvnímu máji 1892 na uváženou vypravuje V. Orlovský, V Praze : Cyrillo-Methodějská knihtiskárna (V. Kotrba)
- 1892 Kříž a kalich : odpověď „dvěma bratrům“ od dvou bratří (V. Orlovský a J. Volný), V Praze : Cyrillo-Methodějská knihtiskárna (V. Kotrba)
- 1893 Internacionální prospěcháři : sociální obrázek ze severovýchodních Čech, pod pseudonymem V. Orlovský, V Praze : Cyrillo-Methodějská knihtiskárna (V. Kotrba)
- 1896 O pravdě a lži : pokrokáři V. Vránovi na stejnojmennou brožuru odpovídá Vilém Koleš, Praha : vlastní náklad, 1896
- 1904 Českoslovanský katolík a husitství, naše stanovisko napravo i nalevo vymezuje a lžihusity věcně probírá Vilém Koleš, V Praze : Tisková Liga
- 1921 Bratři Orebští : jejich účast v hnutí husitském a katolicismus : spolu stoletá upomínka na sjezd rodáků konaný 10.-12. července r. 1821,
- 1923 Třebechovické kroniky : Starobylé i novější, smutné i veselé, Hradec Králové : Tiskové Družstvo
- 1927 U nás po Bílé Hoře : kulturní obrázky starožitného města Třebechovic, hory Oreb nad Dědinou, Hradec Králové : Tiskové družstvo
- 1929 Oreb, Hradec, Lipany : obrázky z varu husitské revoluce na Hradecku, V Hradci Králové : Tiskové družstvo
- 1933 Památný list z dějin starobylého chrámu Páně sv. Ondřeje, apoštola a jeho duchovenstva v Třebechovicích pod Orebem, V Třebechovicích pod Orebem : nákladem vlastním
- 1936 Jak vznikal třebechovický Proboštův "Betlem", Bratislava : vlastní náklad, výběr článků ze sborníku Staré Třebechovice, vyšla též německá verze (Über die Entstehung des "Betlehem" von Probošt aus Třebechovice, 1937)
- 1941 Město Třebechovice p. O. svému dorostu, Třebechovice p. O. : Živnost. společenstva

## Příspěvky v časopisech
- Z dob našeho probuzení : Co malý doplněk ku stejnojmenné brožuře, Nové Právo, I (1899-1900), 140[2]
- Děravé vlastenectví sociálních demokratů, Lidové listy, roč. V (1900-1901), 58[3]
- Pryč od Říma a povšechná situace, Nové Právo, II (1900-1901), 179[4]
- O klerikalismu, Lidové listy, roč. V (1900-1901), 208[5]
- Klerikálové, pod pseudonymem V. Orlovský, Lidové listy, roč. V (1900-1901), 216[6]
- Pojišťování ve stáří, Lidové listy, roč. V (1900-1901), 251[7]
- Vzpomínka na sjezd Litomyšlský, Spravedlnost : Kapesní kalendář křesťanských sociálů českoslovanských na rok 1903, s. 39[8]